# Филипп, Поль
Поль Фили́пп (люкс. Paul Philipp; род. 21 октября 1950, Dommeldange) — люксембургский футболист и футбольный тренер.
В настоящее время является президентом ФФ Люксембурга.

## Карьера

### Клубная
Как игрок, Филипп начал свою карьеру в местном клубе Авенир. С 1970 по 1983 выступал за три бельгийских клуба: «Юнион» (1970—1974, 1976—1980), «Стандард» (1974—1976) и «Шарлеруа» (1980—1983). Закончил карьеру Поль в клубе «Авенир», в котором начинал свою карьеру, в 1985 году.

### Сборная
Дебют за сборную состоялся в 1968 году. Всего за карьеру Филипп сыграл 54 матча и забил 4 мяча. 17 матчей были Отборочными этапами на ЧМ.

### Тренерская
Поль тренировал Сборную Люксембурга с 1985 по 2001 год. За это время Люксембург выиграл всего лишь три матча (один матч против Чехии и два против Мальты), и все в одной квалификации — на ЧЕ-1996.

## Статистика

### Голы за сборную
| №  | Дата            | Место                                | Соперник | Счет | Результат | Турнир                  |
| -- | --------------- | ------------------------------------ | -------- | ---- | --------- | ----------------------- |
| 1. | 10 апреля 1969  | Жози Бартель, Люксембург, Люксембург | Мексика  | 2–1  | 2–1       | Товарищеский матч       |
| 2. | 7 декабря 1969  | Жози Бартель, Люксембург, Люксембург | Болгария | 1–2  | 1–3       | Квалификация на ЧМ 1970 |
| 3. | 1 мая 1975      | Жози Бартель, Люксембург, Люксембург | Уэльс    | 1–2  | 1–3       | Квалификация на ЧЕ 1976 |
| 4. | 15 октября 1975 | Пратер, Вена, Австрия                | Австрия  | 1–2  | 6–2       | Квалификация на ЧЕ 1976 |

## Достижения
- Чемпион Люксембурга (2): 1969, 1984
- Обладатель кубка Люксембурга: 1984